# 徳田祐司
徳田 祐司（とくだ ゆうじ、1968年1月7日 - ）は、日本のクリエイティブディレクター、アートディレクター、グラフィックデザイナー、アーティスト。canaria inc.代表。

## 来歴
1968年東京都練馬区生まれ。
1990年武蔵野美術大学視覚伝達デザイン学科卒業。同年、株式会社電通入社。数々の大型キャンペーンのアートディレクションを行い、2001年アムステルダムを拠点としたクリエイティブエージェンシーKesselsKramerにて、映画やクリエイティブの可能性を広げる。
日本に帰国し、ピースデザインプロジェクト‘retired weapons’を立ち上げ、ミラノサローネ、ロンドン、ドイツ、福岡、大分、横浜など世界のデザインアートフェスに参加。
2007年canariaを設立。
ブランド、プロダクト、プロジェクト開発からコミュニケーションまでの一貫したコンセプトメイキング及びトータルデザインにおけるクリエイティブディレクション&デザインを得意とする。
高度でインタラクティブな仮想体験・遠隔操作技術の実用化を目指す「avatarin」デザインパートナー、日本グラフィックデザイナー協会(JAGDA)会員・広報委員長、日本パッケージデザイン協会(JPDA)会員。

## 主な仕事
2009年い・ろ・は・すのリブランディングを手がけ、発売後97日目で出荷総数１億本を突破。日本市場でのミネラルウォーター新製品では最速販売ペースを記録する大ヒット商品を生み出す。
2010年、内閣府の専門委員会として、‘国民と政治の距離を近づけるための民間ワーキンググループ’のプロジェクトのメンバー就任。首相（当時）鳩山由紀夫氏のSNS活用と同時に民間人との対話の場をつくる‘鳩カフェ’の立案、デザイン及び実施を行う。
2014年FLOWFUSHI「もてますカラ」のリブランディングから始まり、「もてライナー」「エリアファンディ」「LIP38℃」など、数々の商品のデザインとコミュニケーションを担当。‘もてますカラ’は、美容雑誌「美的」にて、マスカラカテゴリーの売上実績NO.1、ベストコスメ総合第1位を同時受賞。国内外のデザインアワードでも多数受賞を果たす。
2018年パリ6区に店舗を構える、日本初のフェイシャルサロンエステティック「EN」のコンセプトメイキングからネーミング、ロゴ、パッケージ、Webサイト、空間ディレクションを担う。Red Dot Award最高位のBest of the Best、The One Showシルバーペンシルをはじめ、国内外のデザインアワードにて多数受賞。
2019年、創業470年以上の歴史を持つ「吉乃川」より、新ブランド「吉乃川 みなも」の展開に際しブランディングデザインを担当。
2019年「がんを治せる病気にする日」を1日でも早く手繰り寄せるため、創業理事の中島ナオ氏と代表理事の小国士朗氏が発足したプロジェクト「deleteC」にて、ブランディングデザインを担当。
2020年ANAホールディング発の、初めてのスタートアップ会社avatarinのデザインパートナーとして参画。ネーミングやロゴ、VI制作、ビジョン選定などのブランディングデザインを手掛ける。
2020年からサービスインした宇宙旅行ビジネス、SPACE PORT CITYプロジェクトにデザインパートナーとして参画し、宇宙港のブランディングデザインを手がける。
2020年、兵庫県豊岡市の市全体を劇場に見立て、演劇と観光を二大産業で地域活性化を図るプロジェクト「豊岡演劇祭」のブランディングデザインを担当。
2021年資生堂のパーソナルケア事業を引き継いで誕生した新会社「ファイントゥデイ」の設立に際し、CIのトータルディレクションを担当。
2022年、長野県野沢温泉村に誕生したクラフトジン「野沢温泉蒸留所」のブランディングデザインを担当。Red Dot Award最高位のBest of the Bestをはじめ、国内外のデザインアワードにて多数受賞。国際的酒類品評会「San Francisco World Spirits Competition」においても、クラフトジン4種全てが金賞受賞を果たす。

## 会員
- 日本パッケージデザイン協会(JPDA)会員
- 日本グラフィックデザイナー協会(JAGDA)会員

## 主な受賞歴
海外
- Cannes Lions International Festival／金賞
- NY ADC Awards／金賞
- NY Festival／銀賞
- THE ONE SHOW／シルバーペンシル[23]
- Pentawards／銀賞
- iF DESIGN AWARD 金賞[33]
- Red Dot Award：Brands & Communication Design／Best of the Best賞[30][34]
- Red Dot Award : Product Design／Red Dot賞
- German Design Awards／金賞
- A'Design Award／銀賞[13]
- DFA – Design For Asia Awards／金賞
- Cresta Awards／グランプリ
- Times Asia-Pacific Advertising Awards／金賞
- ADFEST／ベスト・オブ・アートディレクション賞
- Asian Advertising Awards（Spikes Asia）／銀賞
- Topawards Asia／入賞[21]
- グラマド世界広告フェスティバル／銅賞
- Luxembourg Sake Challenge／プラチナ賞、ベストデザイン賞
- SFWSC／金賞[32]

国内
- JAGDA賞[35]
- 日本パッケージデザイン大賞／金賞[36]
- グッドデザイン賞
- 毎日広告デザイン賞／最高賞・通産大臣賞
- 日経産業新聞広告賞／グランプリ
- 日本新聞広告賞／グランプリ
- 読売新聞出版広告賞／優秀賞
- 東京TDC賞／入選
- 広告電通賞／優秀賞
- JR東日本ポスターグランプリ／銅賞
- FCC賞／銀賞
- 日本サインデザイン賞
- ジャパンパッケージングコンペティション／経済産業大臣賞
- 日本パッケージングコンテスト／入賞
- AME賞／最優秀賞

## 展示会
- 2024 「JAGDA OITA ONE DAY SCHOOL」（大分市役所別館, Oita/Japan）
- 2022 「TOKIHANA」（TERRADA ART COMPLEX, Tokyo/Japan）
- 2021 「実家展」（東京のどこかで, Tokyo/Japan）
- 2018 「Another Eye」（CLEAR GALLERY TOKYO, Tokyo/Japan）
- 2014 「ART IN DESIGN」with 10 artists（Walls Tokyo, Tokyo/Japan）
- 2013 「CREATIVECITIES」（Kaohsiung/Taiwan）
- 2012 「Control Bear 10 Art-T Project」（graniph harajuku gallery, Tokyo/Japan）[37]
- 2011 「JAGDA東北復興支援チャリティやさしいハンカチ展」（Tokyo Midtown Design Hub, Tokyo/Japan）
- 2011 「ベルオルゴールコレクション for more trees」（三越伊勢丹, Tokyo/Japan）[38]
- 2009 「ICSID World Design Congress 2009」（Suntec Singapore Convention & Exhibition Centre, Singapore）
- 2009 「雑草」（青山骨董通り, Tokyo/Japan）[39]
- 2009 「Kaohsiung Design Festival 2009」（Useless life exhibition, Kaohsiung/Taiwan）

## 作品集
- 25-401（canariapress、2021）
- STAYED HOME（canariapress、2021）
- INSPIRRATION（canariapress、2021）
- 「雑草」（canaria、2009）

## インタビュー
- ROAD TO BOCUSE D’OR – ひらまつ
- 魅力を「翻訳」することから生まれる、徳田祐司さんのデザイン – amana iNSIGHTS
- デザイナーのためのブレイクスルー講座 - Adver Times.
- プロフェッショナルメッセージ - 東京デザインプレックス研究所
- 2017年7月号 ブレーン「あれから10年」- ブレーン
- オンライン時代の、新しい「働く」を考える。シゴトジウム - TOWAIE Inc.